# Воняща чемерика
Вонящата чемерика (Helleborus foetidus), наричана също тунар, сетерли и меча стъпка, е вид цъфтящо растение от семейство Лютикови (Ranunculaceae). Произлиза от планинските райони на Централна и Южна Европа и Мала Азия. Среща се диво в много части на Англия, особено на варовита почва.